# Hillberry Corner
Hillberry Corner (Manx: Knock Berrey of Cronkybury) is een markant punt op het eiland Man. Het is een bocht in de A18 Mountain Road tussen Ramsey en Douglas in de civil parish Onchan ten noorden van Douglas.

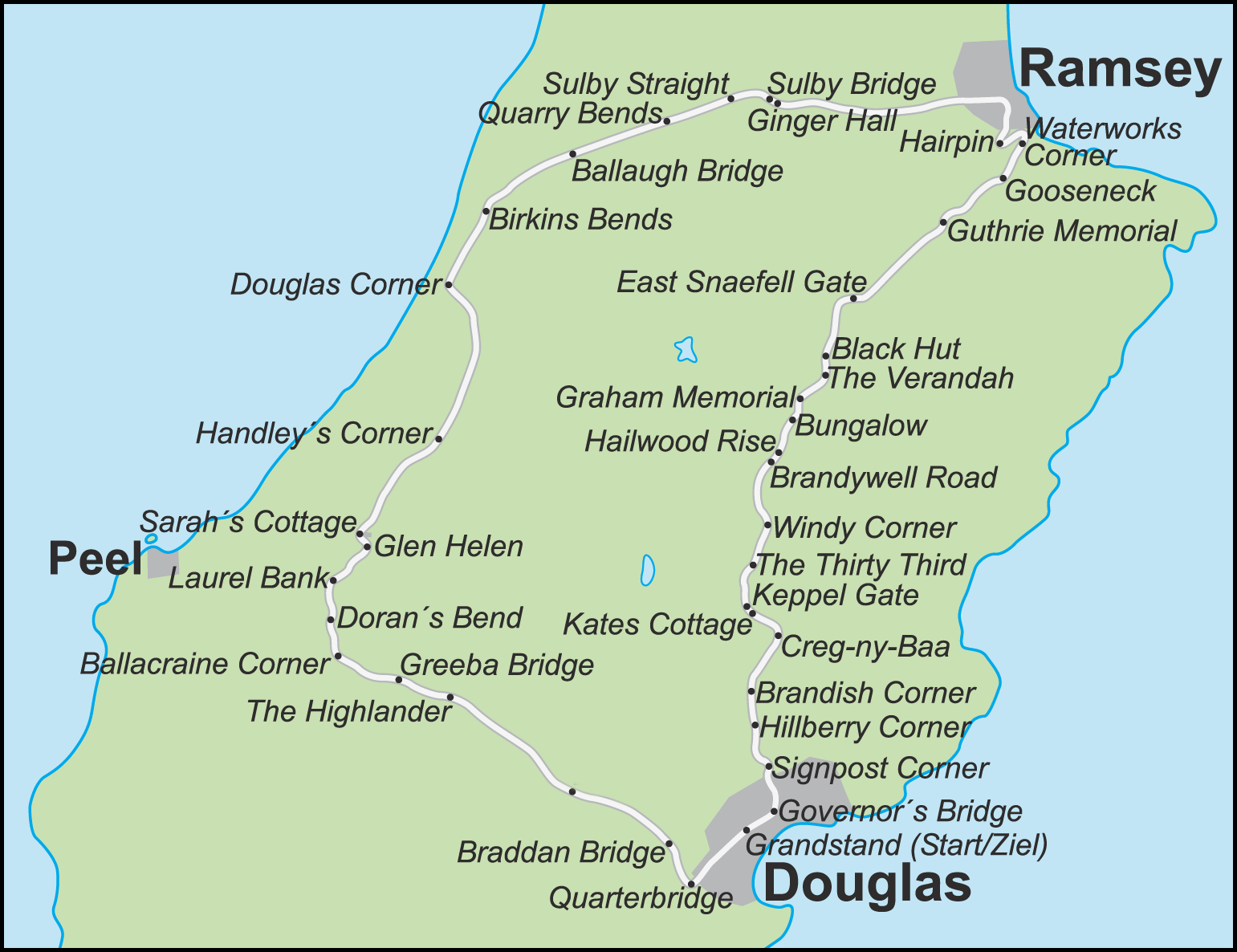
Hillberry Corner ligt langs het oostelijk deel van het circuit, ten noorden van Douglas

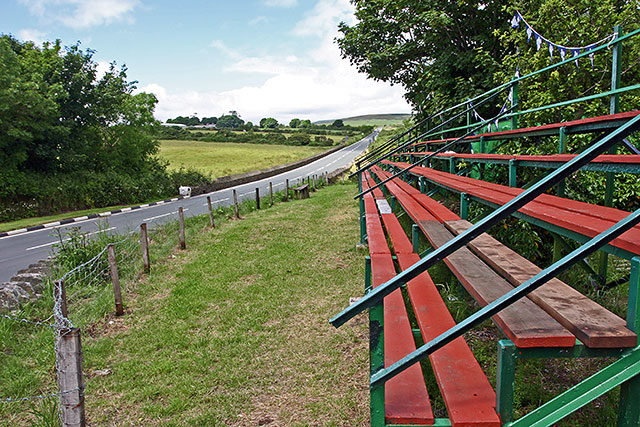
Tijdelijke tribune vlak vóór Hillberry Corner, waar ook de eerste bomen langs het circuit staan na 18 kilometer kale vlakte op de Mountain Section

## Naamgeving
Zowel "Knock Berrey" als Cronkybury verwijzen naar het woord "berg" of "heuvel" en Hillberry betekent eigenlijk twee keer "heuvel".

## Isle of Man TT en Manx Grand Prix
De A18 maakt over zijn volledige lengte deel uit van de Snaefell Mountain Course, het stratencircuit dat wordt gebruikt voor de Isle of Man TT en de Manx Grand Prix. Hillberry Corner maakte ook al deel uit van de Highroads Course en de Four Inch Course, waarop tussen 1904 en 1911 de Gordon Bennett Trial en de Tourist Trophy voor auto's werden verreden, en later ook van de Clypse Course die van 1954 tot 1959 werd gebruikt voor de Lightweight TT, de Ultra-Lightweight TT en de Sidecar TT.

## Circuitverloop
Hillberry Corner ligt aan het einde van de Mountain Section. Dat is het 18 kilometer lange deel van het circuit dat begint bij Water Works Corner en dat vrijwel boomloos is. Daardoor hebben wind, regen en mist veel invloed op de races. Bij Hillberry Corner staan de eerste bomen na de Mountain Section. Hier stopt ook het dalen van het circuit. Bij Hailwood's Height (410 meter) ligt het hoogste punt van de Mountain Course en dan daalt het via Windy Corner (372 meter), Keppel Gate (320 meter) en Creg-ny-Baa (240 meter) naar Hillberry Corner (110 meter). De volgende halve kilometer naar Cronk-ny-Mona stijgt het dan weer naar 125 meter. De naam "Hillberry" is dus wat de weg betreft wat eigenaardig, want die ligt hier juist in een dal. Voor de coureurs spelen hier dus twee factoren een belangrijke rol: Men rijdt weer tussen de bomen en de weg stijgt weer.
Tot halverwege de jaren twintig was de weg bij Hillberry Corner nog onverhard, maar ook de eerste verharding (tar-macadam) was nog geen volwaardig asfalt, maar meer een teerlaag om stof- en spoorvorming te verminderen. In 1924 werd de bocht ingeschat als een van de snelste van de Mountain Course. Coureurs schatten hun snelheid op ca. 95 km/h. In 1932 was dat al 130 km/h geworden. In 1948 was het linker talud naar achteren verplaatst, waardoor de snelheid hoger kwam te liggen. Geoff Duke schatte zijn snelheid in 1950 op 185 km/h, maar hij hield zijn Norton in de derde versnelling om genoeg toeren over te houden voor de klim richting Cronk-ny-Mona. Hij wist dat hij zijn achterwiel liet driften bij Hillberry Corner, maar schrok toch toen men hem vertelde dat feitelijk beide wielen aan het glijden waren. Toen het asfalt beter werd gingen de snelheden ook omhoog, maar coureurs moesten rekening houden met de verkanting in de uitgang van de bocht: wie te ver naar buiten dreef kwam in een tamelijk diepe goot terecht. Het overkwam Bernard Hunting tijdens de Senior Race van de Manx Grand Prix in 1961: hij kaatste terug de weg op en probeerde zijn Norton weer onder controle te krijgen toen Ned Minihan op volle snelheid door de bocht kwam. Minihan wist Hunting net te ontwijken door via een klein gaatje links om hem heen te rijden en toch uit de goot te blijven. De snelheden in de bocht lagen in de jaren zeventig al rond de 200 km/h.

### Lege tanks
Met nog maar drie kilometer tot de finish wordt het aantal lege tanks steeds talrijker. Bij Hillberry Corner komen nogal wat coureurs stil te staan, niet alleen zij die hier hun tank leeg rijden, maar ook degene die al veel eerder hun brandstof op hadden. Zij kunnen namelijk nog redelijk goed uitrollen tót Hillberry, maar vanaf hier gaat de weg omhoog richting Cronk-ny-Mona. Wie met weinig benzine in de tank rijdt wordt geconfronteerd met het feit dat die benzine door de lange afdaling vanaf Hailwood's Height naar de voorkant van de tank loopt, waardoor de motor ook stopt. Het overkwam Brian Reid in 1985, toen hij met zijn EMC al sputterend de pit in was gereden voor zijn tankstop. Het team vulde de tank daarom tot aan de rand, maar toen zijn leidende positie in de race werd bedreigd door Joey Dunlop was Reid genoodzaakt het ronderecord te verbeteren om Dunlop voor te blijven. Dat kostte opnieuw te veel benzine. Stoppen bij Hillberry Corner geeft coureurs, vooral tijdens de trainingen, een goede kans om hun training alsnog te voltooien. Men kan met hulp van een vriendelijke toeschouwer een lift krijgen naar de TT Grandstand, die te bereiken is via Ballacottier Road en Little Mill Road in Onchan.

### Publiek
Via dezelfde wegen kan het publiek ook tijdens races van en naar Hillberry Corner gaan. Sinds de extra veiligheidsmaatregelen die in 2008 van kracht werden zijn er echter grote beperkingen. Er staat een kleine tribune vlak voor de bocht en er zijn nog wat plaatsen op de taluds, maar zelfs huiseigenaren in de buurt werden gedwongen gasten uit hun eigen tuin weg te houden.

### 36e mijlpaal en Glen Dhoo Farm
In de uitgang van Hillberry Corner staat de 36e mijlpaal van de Snaefell Mountain Course. Meteen daarna ligt aan de linkerkant Glen Dhoo Farm, die in het verleden populair was bij toeschouwers die op de lange oprijlaan goed zicht op de races hadden. Sinds de veiligheidsmaatregelen van 2008 is dat heel beperkt geworden.

## Trivia
- In 1911 werd de Amerikaan Jake DeRosier ingewerkt door Jimmy Alexander, maar hij was tamelijk overmoedig en viel een aantal keren tijdens de verkenningsronden. Bij Hillberry Corner ging het echt fout: hij raakte het talud en werd op de weg geworpen. Jake had wat snijwonden en blauwe plekken, maar zijn Indian was krom. In de race lag hij desondanks aan de leiding toen hij opnieuw viel, dit keer bij Ramsey.
- In 1913 viel een andere verre reiziger, de Rus M. ("Boris") Kremleff, die met zijn Rudge nog maar drie kilometer hoefde te rijden om zijn enige TT te finishen.
- Vóór de verharding reed Stanley Woods in 1923 met ongeveer 90 km/h driftend door Hillberry Corner, volgens berichten met "een boog van stof en stenen achter zich".
- Toen de Sidecar TT in 1923 voor het eerst werd georganiseerd waren de fabrikanten daar niet blij mee. Zij waren er niet zeker van dat hun machines de krachten in een race aan konden en waarschijnlijk was dat zo. In die eerste race braken de voorste framebuizen van de Douglas van Freddie Dixon. Na de race van 1925 vertelde George Rowley, die als bakkenist van Jimmie Simpson optrad, dat hij bij Hillberry Corner de binnenband van het voorwiel tevoorschijn zag komen.
- Ginger Wood viel in 1932. Hij vertelde over zijn val: "Ik probeerde Hillberry Corner te modificeren. Nam hem te krap…. Met mijn rechter stuurhelft nam ik het hele Dunlop-spandoek in de binnenbocht mee, caramboleerde naar de andere kant en vocht om mijn machine onder controle te krijgen. Dat gevecht verloor ik." Hij kreeg er niet meer respect voor de bocht door, want een krantenbericht uit 1937 meldde: "De meeste sensatie in de eerste ronde van de Lightweight TT kwam van Ginger Wood. Hij scheurde door de bocht en de weg was nauwelijks breed genoeg voor hem… elke centimeter had hij nodig… een mooie poging om de heg te knippen. De Surveyor-General zag het gebeuren; misschien kan hij iets voor Ginger doen." Dit laatste sloeg waarschijnlijk op het weghalen van de taluds bij Hillberry, waardoor de weg verbreed zou kunnen worden. Dat gebeurde in 1948 ook. Ginger Wood probeerde overigens niet de heg te knippen. Wat op een heg leek was een begroeide stenen muur in de binnenbocht. Tijdens de Senior TT raakte Freddie Frith die muur nadat hij werd gehinderd door toeschouwers die over een muurtje hingen en met hun programmaboekjes zwaaiden. Hij won de race desondanks.
- In 1952 reed Bob McIntyre zijn eerste race op man, de Clubmans Junior TT met een BSA ZB32 Gold Star. Na een trainingsrondje besloot hij dat hij Hillberry Corner de volgende keer wel volgas in de hoogste versnelling kon nemen. Dat had met een echte racemotorfiets ook wel gekund, maar de clubmanracers waren volledig "streetlegal", met verlichting en een middenbok. Die raakte de grond en McIntyre viel met ongeveer 145 km/h. Zijn baas en eigenaar van de motorfiets, Sam Cooper uit Troon, dreigde hem de motorfiets weer af te nemen. Gelukkig deed hij dat niet, McIntyre werd in de race tweede en reed de snelste ronde. In 1957 reed hij met een Gilera 500 4C de eerste ronde met een gemiddelde van meer dan 100 mijl per uur.
- Een onbekend gebleven coureur viel bij Hillberry stil zonder benzine, maar zag een identieke motorfiets tegen het talud staan. Hij leende de tank, monteerde die op zijn eigen motor en vroeg een marshal om op zijn eigen tank te passen. De geleende tank stelde hem in staat de race uit te rijden, maar hulp van buitenaf was verboden en dat is waarschijnlijk de reden dat deze coureur onbekend is gebleven.

## Gebeurtenissen bij Hillberry Corner
- Op 15 september 1923 verongelukte de Manxman Ned Brew met een Frera tijdens de training voor het Manx Amateur Road Race Championship toen hij zijn zuster tussen de toeschouwers zag staan, naar haar zwaaide en daardoor de controle over zijn motorfiets verloor.
- Op 31 augustus 1933 verongelukte Arthur Pilling met een Norton tijdens de training voor de Manx Grand Prix.
- Op 2 september verongelukte Ken Arber met een 500 cc Norton tijdens de training voor de Manx Grand Prix. Zijn machine was geprepareerd door Francis Beart, die na het ongeluk van Arber besloot naar huis af te reizen. Hij werd echter overgehaald de 350 cc Norton die nog over was ter beschikking te stellen van Ken James. Met die motorfiets verongelukte James drie dagen later tijdens de training bij Cronk-ny-Mona.
- Op 29 augustus 1989 verongelukte Colin Keith met een BSA Gold Star tijdens de training voor de Manx Grand Prix.
- Op 7 juni 1999 verongelukte Terry Fenton, de bakkenist van zijn broer Barry, met een Honda CBR 600 zijspancombinatie.

(Markante punten in cursief zijn onofficiële punten of worden alleen gebruikt binnen Marshal Sectors)
1e mijl:
TT Grandstand ·
Nobles Park ·
St Ninian's Crossroads ·
Bray Hill ·
Ago's Leap ·
Quarterbridge Road ·
1st Milestone ·
2e mijl:
Wal Handley Memorial Seat ·
Quarterbridge ·
Port-y-Chee Meadow ·
Braddan Bridge ·
Jubilee Oak ·
Braddan Bridge House ·
Braddan Depot ·
Snugborough (Cronk Dhoo) ·
2nd Milestone ·
3e mijl:
Union Mills (Mullen Dhoo, Mwyllin Dhoo Aah, Mullin Doway) ·
Railway Inn ·
Ballahutchin Hill (Elm Bank Hill) ·
3rd Milestone ·
4e mijl:
Ballafreer ·
Glenlough ·
Ballagarey Corner ·
Glen Vine (Glen Darragh) ·
Ballabeg ·
4th Milestone ·
5e mijl:
Crosby ·
Crosby Left (Vicarage Corner) ·
Crosby Cross-Roads ·
5th Milestone ·
6e mijl:
Crosby Hill (Ballaglonney Hill of Halfway Hill) ·
Halfway House (The Waggon & Horses) ·
St Trinian's ·
The Highlander ·
Greeba Verandah ·
Pear Tree Cottage ·
Greeba Castle ·
6th Milestone ·
7e mijl:
Appledene (Shimmin's Corner) ·
Central Valley (Greeba Gap) ·
Greeba Bridge ·
The Hawthorn ·
Knock Breck ·
Gorse Lea ·
7th Milestone ·
8e mijl:
Ballagarraghyn ·
Ballacraine ·
Ballaspur ·
Ballig ·
8th Milestone ·
9e mijl:
Ballig Bridge ·
Doran's Bend ·
Laurel Bank ·
9th Milestone ·
10e mijl
Glen Moar Mill ·
Black Dub ·
Quarter-Distance Marker ·
The Vaish ·
Glen Helen (Glen Rhenass) ·
Sarah's Cottage ·
Creg Willey's Hill ·
10th Milestone ·
11e mijl:
Lambfell Beg ·
Lambfell (Moar) Cottage ·
Cronk-y-Voddy (Cronk-y-Voddy Straight) ·
Cronk-y-Voddy Cross Roads ·
Molyneux's ·
Cronk Bane Farm ·
11th Milestone ·
12e mijl:
Drinkwater's Bend ·
Handley's Corner (Cronk-y-Fedjag, Ballamenagh) ·
12th Milestone ·
13e mijl:
McGuinness's (Shoughlaigue Bridge) ·
Ballaskyr ·
Barregarrow Cross Roads (Cronk Aashen) ·
Barregarrow ·
Little Bray ·
Barregarrow Bottom ·
Cammal Farm ·
Cronk Urleigh ·
13th Milestone ·
14e mijl:
Ballalonna Bridge ·
Westwood Corner ·
Ballakinnag ·
14th Milestone ·
15e mijl:
Douglas Road Corner ·
Glen Wyllin Corner ·
The Mitre ·
Dave Saville Memorial Seat ·
Kirk Michael ·
The White House ·
15th Milestone ·
16e mijl:
Birkin's Bend ·
Rhencullen ·
Bishopscourt ·
Bishopscourt Farm Bends ·
Bishopscourt Straight ·
Orrisdale North ·
16th Milestone ·
17e mijl:
Dub Cottage (Bishop's Dub) ·
Alpine Cottage ·
Balla Cobb ·
17th Milestone ·
18e mijl:
Ballaugh Bridge ·
Ballaugh ·
Gwen's ·
Ballacrye Corner ·
Ballacrye ·
18th Milestone ·
19e mijl:
Quarry Bends ·
Ballavolley ·
Wildlife Park ·
Sulby Straight ·
Half-distance Marker ·
19th Milestone ·
20e mijl:
Sulby ·
Sulby Glen Hotel ·
Sulby Crossroads ·
Sulby Bridge ·
20th Milestone ·
21e mijl:
Ginger Hall ·
Kerrowmoar ·
21st Milestone ·
22e mijl:
Glen Duff ·
Glentramman ·
Temple Corner (Water Through Corner) ·
Glentramman Loop Road ·
Churchtown ·
Caravan ·
22nd Milestone ·
23e mijl:
Lezayre War Memorial ·
Ballakillingan ·
Conker Fields ·
K-tree ·
Sky Hill ·
Milntown Cottage (Pinfold Cottage) ·
Milntown Bridge (Glen Auldyn Bridge) ·
Milntown ·
Gardener's Lane ·
23rd Milestone ·
24e mijl:
Lezayre Road ·
School House Corner (Crossags, Russel's Corner) ·
Parliament Square ·
Queen's Pier Road ·
Ramsey Depot ·
Cruickshanks Corner ·
May Hill ·
24th Milestone ·
25e mijl:
Whitegates ·
Stella Maris ·
Ramsey Hairpin ·
Little Gooseneck ·
Water Works Corner ·
Ballure Reservoir ·
Mountain Section ·
Tower Bends ·
25th Milestone ·
26e mijl:
Gooseneck ·
Joey's (26th Milestone) ·
27e mijl:
Guthrie's Memorial ·
The Cutting ·
27th Milestone ·
28e mijl:
Milligan's Bridge ·
Mountain Mile ·
28th Milestone ·
29e mijl:
Three-Quarter distance marker ·
Mountain Box (East Mountain Gate, East Snaefell Gate) ·
29th Milestone ·
30e mijl:
Casey's (Rice's Corner, George's Folly) ·
Black Hut (Stonebreakers Hut, Shepherd's Hut) ·
John Smyth Memorial Shelter ·
Verandah ·
30th Milestone ·
31e mijl:
Bungalow Bridge ·
Stonebridge ·
Les Graham Memorial ·
Bungalow Bends ·
McIntyre Box ·
Murray's Museum ·
Joey Dunlop Memorial ·
The Bungalow ·
31st Milestone ·
32e mijl:
Hailwood's Rise ·
Hailwood's Height ·
Brandywell (West Mountain Gate, Beinn-y-Phott Gate, Bungalow Gate) ·
Duke's (32nd Milestone) ·
33e mijl:
Windy Corner (Nobles Corner) ·
Nobles Park Road ·
Slieu Lhost Quarry ·
Thirty-Third (33rd Milestone) ·
34e mijl:
Keppel Gate (Clarke's Corner) ·
Kate's Cottage (Shepherd's House) ·
34th Milestone ·
35e mijl:
Creg-ny-Baa (the Keppel Hotel) ·
Gob-ny-Geay (Sunny Orchard) ·
35th Milestone ·
36e mijl:
Brandish Corner (Telegraph Hill, O'Donnell's en Upper Hillberry Corner) ·
Hillberry Corner ·
36th Milestone ·
37e mijl:
Glen Dhoo Farm ·
Hillberry Road ·
Cronk-ny-Mona ·
Johnny Watterson's Lane ·
Signpost Corner ·
Bedstead Corner ·
The Nook ·
37th Milestone ·
38e mijl:
Bemahague ·
Governor's Bridge ·
Governor's Dip ·
Glencrutchery Road ·
38th Milestone